# Gerhard Rösch (Historiker)
Gerhard Rösch (* 6. Mai 1952 in Heidelberg; † 5. März 1999) war ein deutscher Historiker. Seine Forschungsschwerpunkte waren die Geschichte der Republik Venedig im Mittelalter und in der Frühen Neuzeit, die Wirtschaftsgeschichte und die Mentalität der Kaufleute. Rösch gehörte in der Mediävistik zu den besten Kennern der Geschichte Venedigs. Er war einer der wenigen akademischen Lehrer, die im Bereich der Historischen Hilfswissenschaften in Deutschland tätig waren.

## Leben und Wirken
Der Sohn eines evangelischen Pfarrers wuchs in Karlsruhe auf und legte dort 1971 das Abitur ab. An der Universität Heidelberg studierte er Geschichte, Historische Hilfswissenschaften, Slawische Philologie und Politikwissenschaft. 1977 wurde er in Heidelberg bei Peter Classen mit einer bis heute grundlegenden Arbeit zum offiziellen Gebrauch der Kaisertitel in spätantiker und frühbyzantinischer Zeit promoviert. Im Herbst 1973 ging er nach Wien. Dort absolvierte er von 1974 bis 1977 den Ausbildungskurs am Institut für Österreichische Geschichtsforschung, wo er die Staatsprüfung ablegte und damit die Mitgliedschaft dieses Instituts erwarb. In der Institutsarbeit widmete er sich dem Kanzlei- und Urkundenwesen der Bischöfe von Straßburg von 1082–1162. Von 1977 bis 1980 hielt er sich am Deutschen Studienzentrum in Venedig auf. Dort wurde er zu einem der Kenner der Geschichte Venedigs und seiner mittelalterlichen Handelsgeschichte. Zudem unterstützte ihn dort seine Frau, Eva Sibylle Rösch-Widmann, die sich vor allem von 1983 bis 1985 im Studienzentrum aufhielt. 
1980 wurde Rösch Assistent am Kieler Lehrstuhl von Hans Eberhard Mayer und habilitierte sich hier im Wintersemester 1985/86  mit einer bahnbrechenden Studie zur Schließung des venezianischen Adels (Serrata), die 1989 publiziert wurde. Nach einer Tätigkeit als wissenschaftlicher Angestellter an der Universität Göttingen, einem ihm 1988 zugesprochenen Heisenberg-Stipendium, einem Lehrauftrag in Darmstadt und Lehrstuhlvertretungen in Hamburg und Kiel wurde er im Herbst 1995 als Nachfolger von Gert Melville an die Universität Münster auf eine Professur für mittelalterliche Geschichte berufen. Dort widmete er sich vor allem der Geschichte Kaiser Friedrichs II. und der mittelalterlichen Herrschaftssymbolik. Gemeinsam mit seiner Frau veröffentlichte er für ein breiteres Publikum eine Darstellung zu Friedrich II. Des Weiteren wirkte er am Graduiertenkolleg Schriftkultur und Gesellschaft im Mittelalter und im Kuratorium des Instituts für vergleichende Städtegeschichte mit, das ihn zum Mitglied wählte. Die Historischen Kommission für Westfalen hatte ihm die Edition der Papsturkunden des 14. Jahrhunderts für das Westfälische Urkundenbuch übertragen.
Seine Frau war ebenfalls eine venedigorientierte Historikerin. Mit ihr verfasste er für ein breiteres Publikum eine „Bildgeschichte“ Venedigs (1991). Rösch veröffentlichte neben der Dissertation und der Habilitationsschrift auch eine vielbeachtete Monographie zum Thema Venedig und das Reich. Handels- und verkehrspolitische Beziehungen in der deutschen Kaiserzeit. In der 1982 publizierten Studie untersuchte er die bis dahin wenig erforschten Handelsbeziehungen Venedigs mit dem Reich. Zeitlich erstreckt sich die Arbeit von Ottos dem Großen (936) bis zum Tod Friedrichs II. (1250). Der Handel intensivierte sich laut Rösch in der zweiten Hälfte des 12. Jahrhunderts und führte zwischen 1222 und 1225 zur Errichtung eines deutschen Kaufhauses („Fondaco dei Tedeschi“) am Rialto. Venedig exportierte vor allem orientalische Luxusgüter (Gewürze, Seide), während von deutscher Seite Metalle und Felle geliefert worden.
Rösch starb nach kurzer Krankheit im Alter von nur 46 Jahren. Sein letztes großes Projekt vor seinem frühen Tod war eine Geschichte Venedigs von den Anfängen bis zum Untergang der Dogenrepublik 1797. Die Arbeit konnte er nicht mehr vollenden. Eva-Sibylle Rösch und Kerstin Hitzbleck redigierten die Arbeit und verfassten das Register und die zu Beginn abgedruckte Chronologie. Die Darstellung wurde 2000 veröffentlicht.

## Schriften (Auswahl)
- Onoma basileias. Studien zum offiziellen Gebrauch der Kaisertitel in spätantiker und frühbyzantinischer Zeit (= Byzantina Vindobonensia. Bd. 10). Verlag der Österreichischen Akademie der Wissenschaften, Wien 1978, ISBN 3-7001-0260-7 (Zugleich: Heidelberg, Universität, Dissertation, 1976).
- Venedig und das Reich. Handels- und verkehrspolitische Beziehungen in der deutschen Kaiserzeit (= Bibliothek des Deutschen Historischen Instituts in Rom. Bd. 53). Niemeyer, Tübingen 1982, ISBN 3-484-82053-5.
- Der venezianische Adel bis zur Schließung des Großen Rats. Zur Genese einer Führungsschicht (= Kieler historische Studien. Bd. 33). Thorbecke, Sigmaringen 1989, ISBN 3-7995-5933-7 (Zugleich: Kiel, Universität, Habilitations-Schrift, 1986).
- mit Eva-Sibylle Rösch: Venedig im Spätmittelalter. 1250–1500 (= Ploetz Bildgeschichte. Bd. 2). Ploetz, Freiburg (Breisgau) u. a. 1991, ISBN 3-87640-361-8.
- mit Eva-Sibylle Rösch: Kaiser Friedrich II. und sein Königreich Sizilien. Thorbecke, Sigmaringen 1995, ISBN 3-7995-4246-9.
- Venedig. Geschichte einer Seerepublik. Kohlhammer, Stuttgart u. a. 2000, ISBN 3-17-014547-9.
- Kaufmannsbildung und Kaufmannsethik im Mittelalter (1200–1350) (= Städteforschung. Reihe A: Darstellungen. Bd. 63). Böhlau, Köln u. a. 2004, ISBN 3-412-12304-8.